# هاري شاندلير
هاري شاندلير (بالإنجليزية: Harry Chandler)‏ هو ناشر أمريكي، ولد في 17 مايو 1864 في لانداف في الولايات المتحدة، وتوفي في 23 سبتمبر 1944.

## وصلات خارجية
- هاري شاندلير على موقع الموسوعة البريطانية (الإنجليزية)